# セリーヌ・ファンヘステル
セリーヌ・ファンヘステル（Celine Van Gestel、1997年11月7日 - ）は、ベルギーの元バレーボール選手。元ベルギー代表。

## 来歴
トゥルンハウト出身。2012年にAsterix AVO Beverenに入団し、プロとしてのキャリアをスタートさせる。在籍した7シーズンのうち、6回のリーグ優勝を果たした。2015年にシニアのベルギー代表に初選出された。同年の欧州選手権で代表デビューした。それ以降は代表の中心選手として活躍している。2019年にドイツブンデスリーガのアリアンツ MTV シュトゥットガルトに移籍した。2020年からはイタリアセリエAのイル・ビゾンテ・フィレンツェでプレーした。2024年に現役引退。

## 球歴
- ワールドグランプリ - 2016年、2017年
- ネーションズリーグ - 2018年、2019年、2021年
- 欧州選手権 - 2015年、2017年、2019年

## 所属クラブ
- Asterix AVO Beveren（2012-2019年）
- アリアンツ MTV シュトゥットガルト（2019-2020年）
- イル・ビゾンテ・フィレンツェ（2020-2023年）
- Ladies in Black Aachen（2023-2024年）